# Filmografia Meryl Streep

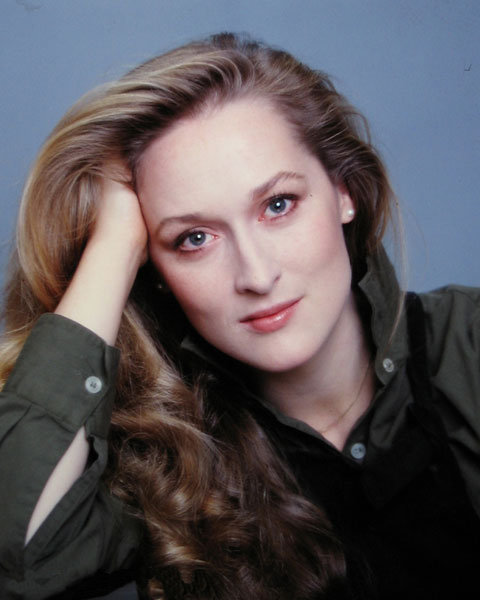
Meryl Streep (lata 70.)

Filmografia Meryl Streep – filmografia amerykańskiej aktorki Meryl Streep.

## Produkcje fabularne

### Filmy
| Rok  | Tytuł                                                   | Rola                          | Dodatkowe informacje                               | Źr.    |
| ---- | ------------------------------------------------------- | ----------------------------- | -------------------------------------------------- | ------ |
| 1975 | Everybody Rides the Carousel                            | scena 6                       | dubbing, film telewizyjny                          | [ 1 ]  |
| 1977 | Secret Service                                          | Edith Varney                  | film telewizyjny z cyklu Great Performances        | [ 2 ]  |
| 1977 | The Deadliest Season                                    | Sharon Miller                 | film telewizyjny                                   | [ 2 ]  |
| 1977 | Julia                                                   | Anne Marie                    |                                                    | [ 3 ]  |
| 1978 | Łowca jeleni                                            | Linda                         |                                                    | [ 4 ]  |
| 1979 | Manhattan                                               | Jill                          |                                                    | [ 5 ]  |
| 1979 | Uncommon Women and Others                               | Leilah                        | film telewizyjny z cyklu Great Performances        | [ 2 ]  |
| 1979 | Uwiedzenie Joe Tynana                                   | Karen Traynor                 |                                                    | [ 6 ]  |
| 1979 | Sprawa Kramerów                                         | Joanna Kramer                 |                                                    | [ 7 ]  |
| 1981 | Kiss Me, Petruchio                                      | Katarzyna                     | film telewizyjny                                   | [ 2 ]  |
| 1981 | Kochanica Francuza                                      | Sarah Woodruff / Anna         |                                                    | [ 8 ]  |
| 1982 | Alicja w Krainie Czarów                                 | Alice                         | film telewizyjny                                   | [ 9 ]  |
| 1982 | W nocnej ciszy                                          | Brooke Reynolds               |                                                    | [ 10 ] |
| 1982 | Wybór Zofii                                             | Zofia Zawistowska             |                                                    | [ 11 ] |
| 1983 | Silkwood                                                | Karen Silkwood                |                                                    | [ 12 ] |
| 1984 | Zakochać się                                            | Molly Gilmore                 |                                                    | [ 13 ] |
| 1985 | Obfitość                                                | Susan Traherne                |                                                    | [ 14 ] |
| 1985 | Pożegnanie z Afryką                                     | Karen Blixen                  |                                                    | [ 15 ] |
| 1986 | Zgaga                                                   | Rachel Samstat                |                                                    | [ 16 ] |
| 1987 | Chwasty                                                 | Helen Archer                  |                                                    | [ 17 ] |
| 1988 | Krzyk w ciemności                                       | Lindy Chamberlain             |                                                    | [ 18 ] |
| 1989 | Diablica                                                | Mary Fisher                   |                                                    | [ 19 ] |
| 1990 | Pocztówki znad krawędzi                                 | Suzanne Vale                  |                                                    | [ 20 ] |
| 1991 | W obronie życia                                         | Julia                         |                                                    | [ 21 ] |
| 1992 | Ze śmiercią jej do twarzy                               | Madeline Ashton               |                                                    | [ 22 ] |
| 1993 | Dom dusz                                                | Clara del Valle Trueba        |                                                    | [ 23 ] |
| 1994 | Dzika rzeka                                             | Gail Hartman                  |                                                    | [ 24 ] |
| 1995 | Co się wydarzyło w Madison County                       | Francesca Johnson             |                                                    | [ 25 ] |
| 1996 | Wczoraj i dziś                                          | Carolyn Ryan                  |                                                    | [ 23 ] |
| 1996 | Pokój Marvina                                           | Lee                           |                                                    | [ 26 ] |
| 1997 | Po pierwsze nie szkodzić                                | Lori Reimuller                | film telewizyjny, dodatkowo producentka wykonawcza | [ 23 ] |
| 1998 | Taniec ulotnych marzeń                                  | Kate Mundy                    |                                                    | [ 27 ] |
| 1998 | Jedyna prawdziwa rzecz                                  | Kate Gulden                   |                                                    | [ 28 ] |
| 1999 | Koncert na 50 serc                                      | Roberta Guaspari              |                                                    | [ 29 ] |
| 2001 | A.I. Sztuczna inteligencja                              | Blue Mecha                    | głos                                               | [ 30 ] |
| 2002 | Adaptacja                                               | Susan Orlean                  |                                                    | [ 31 ] |
| 2002 | Godziny                                                 | Clarissa Vaughan              |                                                    | [ 32 ] |
| 2003 | Skazani na siebie                                       | ona sama                      | niewymieniona w napisach                           | [ 33 ] |
| 2004 | Kandydat                                                | Eleanor Shaw                  |                                                    | [ 34 ] |
| 2004 | Lemony Snicket: Seria niefortunnych zdarzeń             | Józefina Anwhistle            |                                                    | [ 35 ] |
| 2005 | Serce nie sługa                                         | Lisa Metzger                  |                                                    | [ 36 ] |
| 2006 | Ostatnia audycja                                        | Yolanda Johnson               |                                                    | [ 37 ] |
| 2006 | The Music of Regret                                     | kobieta                       | film krótkometrażowy                               | [ 38 ] |
| 2006 | Diabeł ubiera się u Prady                               | Miranda Priestly              |                                                    | [ 39 ] |
| 2006 | Po rozum do mrówek                                      | królowa mrówek                | dubbing                                            | [ 40 ] |
| 2007 | Ciemna materia                                          | Joanna Silver                 |                                                    | [ 41 ] |
| 2007 | Wieczór                                                 | Lila Ross                     |                                                    | [ 42 ] |
| 2007 | Transfer                                                | Corrine Whitman               |                                                    | [ 43 ] |
| 2007 | Ukryta strategia                                        | Janine Roth                   |                                                    | [ 44 ] |
| 2008 | Mamma Mia!                                              | Donna Sheridan                |                                                    | [ 45 ] |
| 2008 | Wątpliwość                                              | Aloysius Beauvier             |                                                    | [ 46 ] |
| 2009 | Julie i Julia                                           | Julia Child                   |                                                    | [ 47 ] |
| 2009 | Fantastyczny pan Lis                                    | pani Lis                      | dubbing                                            | [ 48 ] |
| 2009 | To skomplikowane                                        | Jane Adler                    |                                                    | [ 49 ] |
| 2010 | Higglety Pigglety Pop! Życie to musi być coś więcej     | Jennie                        | dubbing                                            | [ 50 ] |
| 2011 | Żelazna Dama                                            | Margaret Thatcher             |                                                    | [ 51 ] |
| 2012 | Dwoje do poprawki                                       | Kay Soames                    |                                                    | [ 52 ] |
| 2013 | Sierpień w hrabstwie Osage                              | Violet Weston                 |                                                    | [ 53 ] |
| 2014 | Dawca pamięci                                           | przewodnicząca Rady Starszych |                                                    | [ 54 ] |
| 2014 | Eskorta                                                 | Altha Carter                  |                                                    | [ 55 ] |
| 2014 | Tajemnice lasu                                          | czarownica                    |                                                    | [ 56 ] |
| 2015 | Nigdy nie jest za późno                                 | Ricki                         |                                                    | [ 57 ] |
| 2015 | Sufrażystka                                             | Emmeline Pankhurst            |                                                    | [ 58 ] |
| 2016 | Boska Florence                                          | Florence Foster Jenkins       |                                                    | [ 59 ] |
| 2017 | Xiao men shen                                           | narratorka                    | dubbing w wersji anglojęzycznej                    | [ 60 ] |
| 2017 | Czwarta władza                                          | Katharine Graham              |                                                    | [ 61 ] |
| 2018 | Mamma Mia! Here We Go Again                             | Donna Sheridan                |                                                    | [ 62 ] |
| 2018 | Mary Poppins powraca                                    | Topsy                         |                                                    | [ 63 ] |
| 2019 | Pralnia                                                 | Ellen Martin / Elena          |                                                    | [ 64 ] |
| 2019 | Małe kobietki                                           | ciotka March                  |                                                    | [ 65 ] |
| 2020 | Tutaj jesteśmy: wskazówki dla mieszkańca planety Ziemia | narratorka                    | film krótkometrażowy                               | [ 66 ] |
| 2020 | Niech gadają                                            | Alice Hughes                  |                                                    | [ 67 ] |
| 2020 | Bal                                                     | Dee Dee Allen                 |                                                    | [ 68 ] |
| 2021 | Nie patrz w górę                                        | Janie Orlean                  |                                                    | [ 69 ] |
| 2022 | Sell/Buy/Date                                           | —                             | producentka wykonawcza                             | [ 70 ] |

### Programy telewizyjne
| Rok          | Tytuł                                        | Rola                                                      | Odcinki                    | Stacja telewizyjna / platforma | Dodatkowe informacje          | Źr.           |
| ------------ | -------------------------------------------- | --------------------------------------------------------- | -------------------------- | ------------------------------ | ----------------------------- | ------------- |
| 1978         | Holocaust                                    | Inga Helms Weiss                                          | 3 odcinki                  | NBC                            | miniserial                    | [ 2 ]         |
| 1990         | The Earth Day Special                        | zaniepokojona obywatelka                                  | —                          | ABC                            | specjalny program telewizyjny | [ 71 ]        |
| 1994         | Simpsonowie                                  | Jessica Lovejoy                                           | „Dziewczyna Barta”         | Fox                            | dubbing                       | [ 72 ]        |
| 1999         | Bobby kontra wapniaki                        | Esme Dauterive                                            | „A Beer Can Named Desire”  | Fox                            | dubbing                       | [ 73 ]        |
| 2003         | Freedom: A History of US                     | Abigail Adams                                             | „Independence”             | PBS                            | miniserial                    | [ 74 ] [ 75 ] |
| 2003         | Freedom: A History of US                     | Mary Eastey                                               | „Liberty for All”          | PBS                            | miniserial                    | [ 74 ] [ 75 ] |
| 2003         | Freedom: A History of US                     | Mary Harris                                               | „Yearning to Breathe Free” | PBS                            | miniserial                    | [ 74 ] [ 75 ] |
| 2003         | Freedom: A History of US                     | Margaret Chase Smith                                      | „Democracy and Struggles”  | PBS                            | miniserial                    | [ 74 ] [ 75 ] |
| 2003         | Anioły w Ameryce                             | Hannah Pitt Ethel Rosenberg The Rabbi The Angel Australia | 5 odcinków                 | HBO                            | miniserial                    | [ 74 ]        |
| 2010         | Web Therapy                                  | Camilla Bowner                                            | 3 odcinki                  | LStudio.com                    |                               | [ 49 ]        |
| 2012         | Terapia w sieci                              | Camilla Bowner                                            | 2 odcinki                  | Showtime                       |                               | [ 49 ]        |
| 2014         | The Roosevelts                               | Eleanor Roosevelt                                         | 7 odcinków                 | PBS                            | miniserial                    | [ 76 ]        |
| 2019         | Wielkie kłamstewka                           | Mary Louise Wright                                        | 7 odcinków                 | HBO                            |                               | [ 77 ]        |
| 2023         | Ekstrapolacje                                | Eve Shearer                                               | „2046: Upadek wielorybów”  | Apple TV+                      |                               | [ 78 ]        |
| 2023–obecnie | Zbrodnie po sąsiedzku                        | Loretta Durkin                                            | 9 odcinków                 | Hulu                           |                               | [ 79 ]        |
| 2025         | Saturday Night Live 50th Anniversary Special | ona sama / Colleen Rafferty Sr.                           | —                          | NBC                            | specjalny program telewizyjny | [ 80 ]        |

## Produkcje dokumentalne
| Rok  | Tytuł                          | Dodatkowe informacje   | Źr.    |
| ---- | ------------------------------ | ---------------------- | ------ |
| 1991 | Age 7 in America               |                        | [ 81 ] |
| 1995 | The Living Sea                 |                        | [ 82 ] |
| 1999 | Ginevra’s Story                |                        | [ 83 ] |
| 2005 | Stolen Childhoods              |                        | [ 84 ] |
| 2010 | Ocean Voyagers                 | film telewizyjny       | [ 85 ] |
| 2012 | To the Arctic 3D               |                        | [ 86 ] |
| 2013 | Makers: Women Who Make America | film telewizyjny       | [ 87 ] |
| 2013 | Wings of Life                  |                        | [ 88 ] |
| 2013 | Girl Rising                    |                        | [ 89 ] |
| 2013 | A Fierce Green Fire            |                        | [ 90 ] |
| 2013 | Out of Print                   |                        | [ 91 ] |
| 2015 | Shout Gladi Gladi              |                        | [ 92 ] |
| 2017 | We Rise                        |                        | [ 93 ] |
| 2017 | Five Came Back                 | miniserial (3 odcinki) | [ 94 ] |
| 2018 | To zmienia wszystko            |                        | [ 95 ] |